# Almócita
Almócita é um município da Espanha na província de Almería, comunidade autónoma da Andaluzia, de área 30 km² com população de 167 habitantes (2009) e densidade populacional de 5,57 hab./km².

## Demografia
| Variação demográfica do município entre 1996 e 2008 | Variação demográfica do município entre 1996 e 2008 | Variação demográfica do município entre 1996 e 2008 | Variação demográfica do município entre 1996 e 2008 |
| --------------------------------------------------- | --------------------------------------------------- | --------------------------------------------------- | --------------------------------------------------- |
| 1996                                                | 2001                                                | 2004                                                | 2008                                                |
| 193                                                 | 166                                                 | 165                                                 | 163                                                 |